# Chile en los Juegos Olímpicos de Montreal 1976
La participación de Chile en los Juegos Olímpicos de Montreal 1976 fue la decimocuarta actuación olímpica de ese país y la novena oficialmente organizada por el Comité Olímpico de Chile (COCh). La delegación chilena estuvo compuesta de siete deportistas, todos ellos hombres, que compitieron en ocho eventos en cuatro deportes. El abanderado fue el esgrimista Juan Inostroza.
El equipo olímpico chileno no obtuvo ninguna medalla y tampoco se adjudicó diplomas olímpicos (puestos premiados).

## Atletismo
5000 metros masculino
- Edmundo Warnke

- Ronda clasificatoria — 13:39.69 (→ no avanzó, 10.ª posición en la eliminatoria 1)

10000 metros masculino
- Edmundo Warnke

- Ronda clasificatoria — 28:43.63 (→ no avanzó, 7.ª posición en la eliminatoria 2)

## Ciclismo
1000 m contrarreloj masculino
- Richard Tormen — 1:09.468 (→ 16.ª posición)[4]

1000 m Sprint masculino
- Richard Tormen — 9.ª posición[5]

4000 m persecución individual masculino
- Fernando Vera — 18.ª posición[6]

## Esgrima
Un esgrimista representó a Chile en 1976.
Espada individual masculino
- Juan Inostroza — 57.ª posición[7]

## Tiro
Foso olímpico
- Hugo Dufey — 166 (→ 32.ª posición)[8]

Skeet
- Antonio Yazigi — 186 (→ 44.ª posición)[9]
- Antonio Handal — 174 (→ 59.ª posición)[10]